# Burgruine Streitburg
Die Burgruine Streitburg oder Burgruine Streitberg ist der Rest einer hochmittelalterlichen Adelsburg oberhalb des Ortes Streitberg, eines Gemeindeteils des Markts Wiesenttal im oberfränkischen Landkreis Forchheim in Bayern. Sie liegt direkt gegenüber der Burgruine Neideck, dem Wahrzeichen der Fränkischen Schweiz.
Die Burgruine ist frei zugänglich.

## Geografische Lage
Die Ruine der Spornburg befindet sich auf dem 403,7 m ü. NN hohen, nach Südwesten vorspringenden, felsigen Streitberg über der Ortschaft Streitberg, der im Süden und Osten vom Tal der Wiesent und im Westen von Schauertal begrenzt wird.
Erreicht werden kann die Ruine über Wanderwege vom Ort oder von der Umgebung.
In der Nähe der Ruine Streitburg standen weitere ehemalige Burgen: nordöstlich der Burgstall Kulk auf dem Guckhüll genannten Berg, in südöstlicher Richtung die Burg Neideck und die auf einer ehemaligen Flussinsel der Wiesent gelegene Turmhügelburg Wöhr bei dem gleichnamigen Weiler. Zirka 250 Meter südwestlich und oberhalb der Neideck befindet sich der Burgstall Wartleiten, im Bereich des heutigen Friedhofs in Niederfellendorf ein Burgstall der Fellendorfer und auf dem Hummerstein über Gasseldorf ein frühmittelalterlicher Burgstall.

## Geschichte

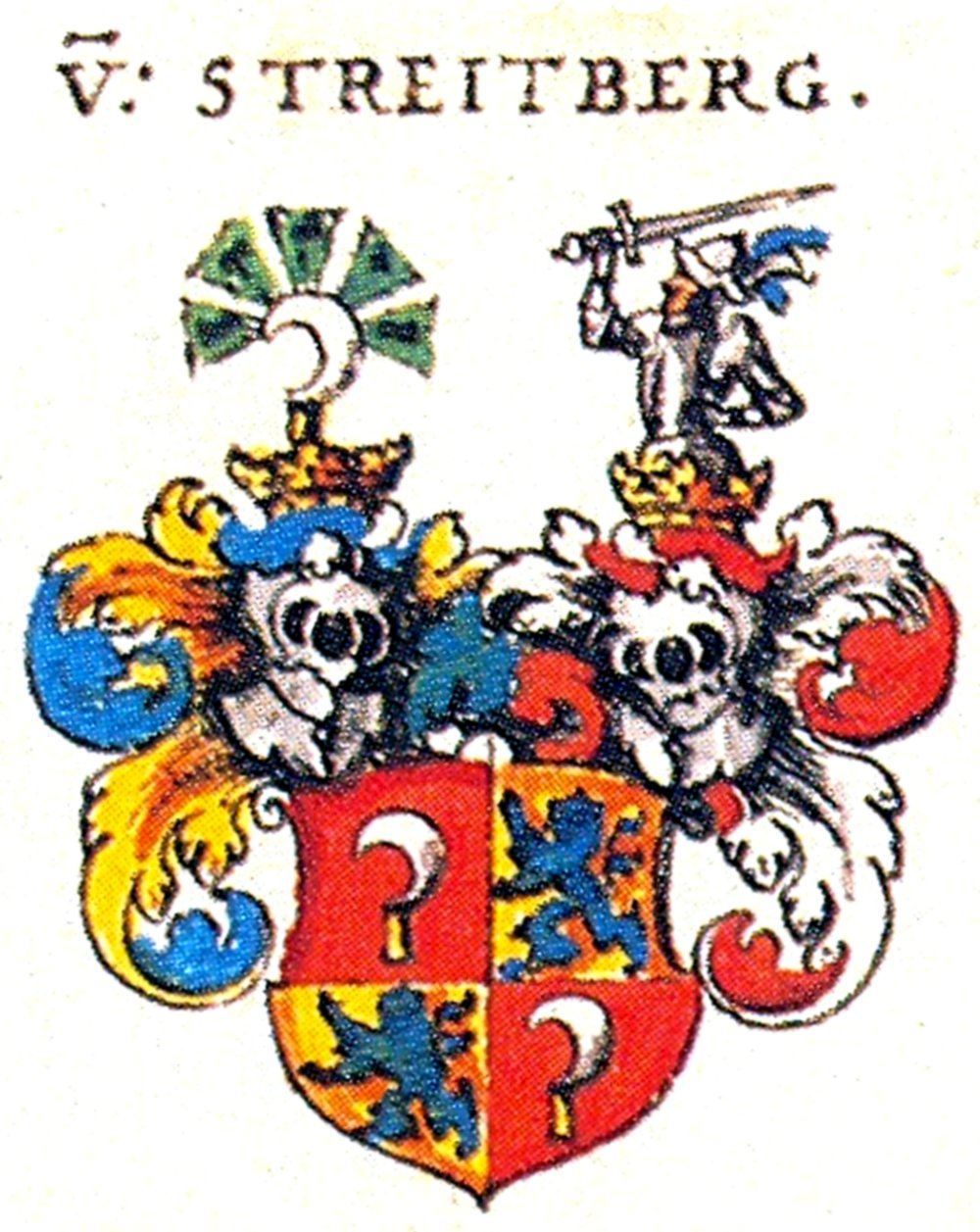
Wappen der Streitberger

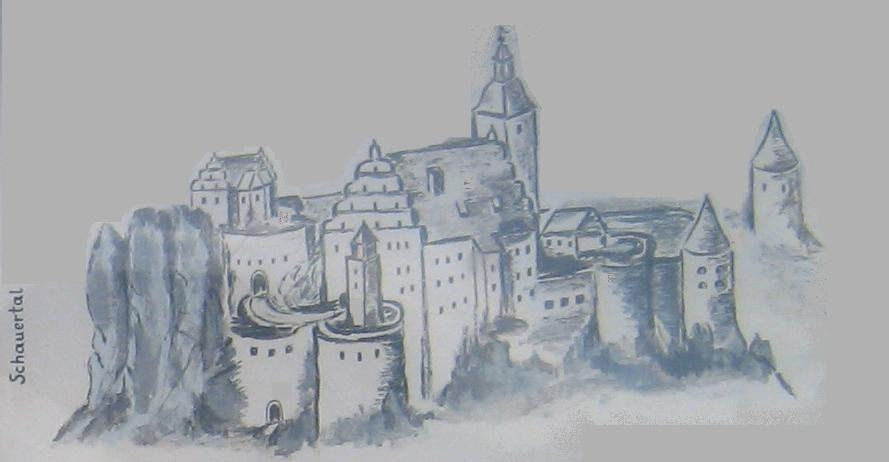
Rekonstruktion des Zustandes um 1760

Lesefunde des 4. und 5. Jahrhunderts deuten darauf hin, dass der Berg bereits eine völkerwanderungszeitliche Höhensiedlung trug. Der genaue Zeitpunkt der Erbauung der mittelalterlichen Burg ist unbekannt. Als Erbauer kommen die Herren von Streitberg in Betracht, die die Burg, wohl zunächst als freies Eigen, vor 1120 errichtet haben dürften.
Spätestens seit 1285 übten die Herren von Schlüsselberg, ein mächtiges Dynastengeschlecht, die Lehnshoheit über die Burg oder große Teile von ihr aus. Im Jahre 1303 wurde Ritter „Bert de Streitberg“ als Lehnsträger der Burg urkundlich genannt. Nach dem Aussterben der Schlüsselberger 1347 kam die Burg zu gleichen Teilen an die Bischöfe von Bamberg und Würzburg, die die Ritter von Streitberg, die wohl weiterhin auch einen Teil der Burg als freies Eigen besaßen, als Lehnsmänner auf der Burg sitzen ließen.
1508 ging die Burg in den Besitz des Markgrafen Friedrich von Brandenburg-Kulmbach über. Die Anlage wurde in der Folge als militärischer Stützpunkt und markgräflicher Amtssitz genutzt. Zu den hohenzollerschen Streitberger Amtmännern zählten Konrad Schott von Schottenstein, Beringer von Kotzau und Ernst von Kotzau.
1523 trat der Schwäbische Bund mit einer Streitmacht gegen den berüchtigten Raubritter Hans Thomas von Absberg an. Der Söldnerhaufen zog unterhalb der Burg Streitberg, auf der Amtmann Conz Schott von Schottenstein, ein Schwager des Absberg saß, vorbei in Richtung der Burg Truppach. Dabei kam es zu einem kleinen Schusswechsel, jedoch eskalierte der Konflikt nicht, und die Burg Streitberg wurde nicht beschädigt.
Im Bauernkrieg 1525 blieb die Burg ebenfalls unversehrt, während des Zweiten Markgrafenkrieges wurde sie jedoch 1553 erobert und zerstört. Unter Anführung des Nürnberger Obristen Ritter Haug von Parsberg und des Bamberger Obristen Claus von Egloffstein, dessen Burg Kunreuth der Markgraf Albrecht Alcibiades vernichtet hatte, erstürmten die Bischöflichen von Bamberg und Würzburg mit den Nürnbergern am 16. Juni 1553 die Burg.
In den Jahren 1562 bis 1565 wurde sie wieder aufgebaut. Im Dreißigjährigen Krieg 1632 durch kaiserliche Truppen ausgeplündert und erneut beschädigt, diente sie nach der Beseitigung der Schäden von 1657 bis 1791 wieder als Sitz eines markgräflichen Amtes. Der Kartograph Johann Christoph Stierlein stellte 1816 erstmals eine sehr präzise Karte des Burgbereichs mit dem noch vorhandenen Bestand fertig. Seit 1803 im Besitz des Staates Bayern, wurde die Anlage 1812 an die Gemeinde Streitberg verkauft, von 1811 bis 1814 als Steinbruch benutzt und fast vollständig abgerissen.

## Baubeschreibung

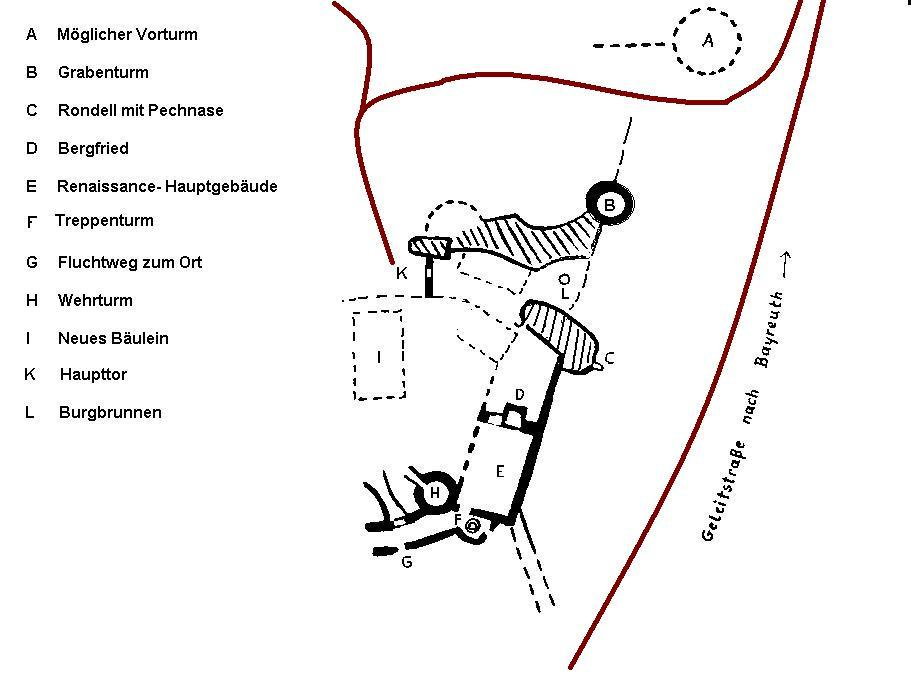
Grundriss der Burg Streitburg im Jahr 1760

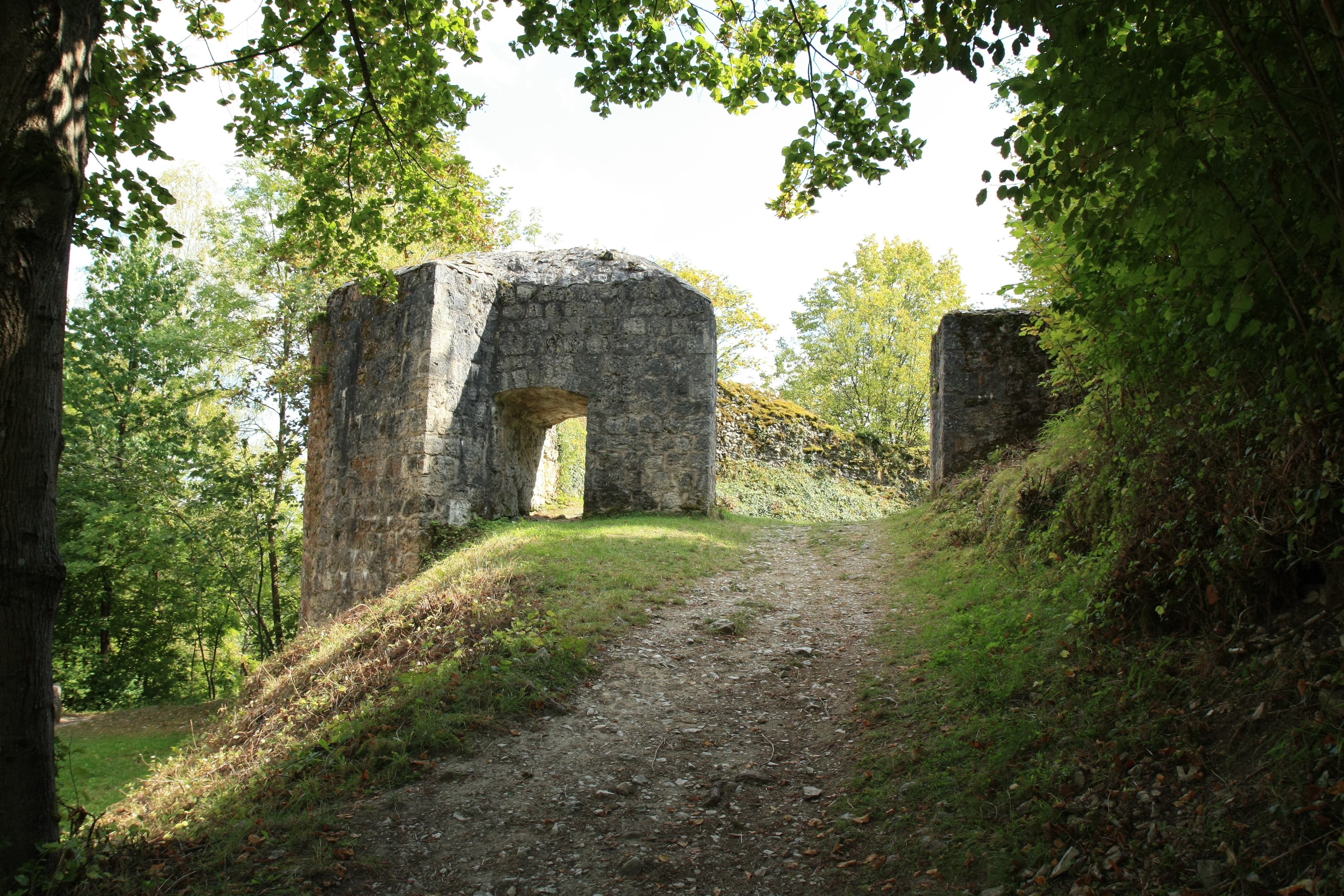
Innere Toranlage von der Unterburg aus gesehen

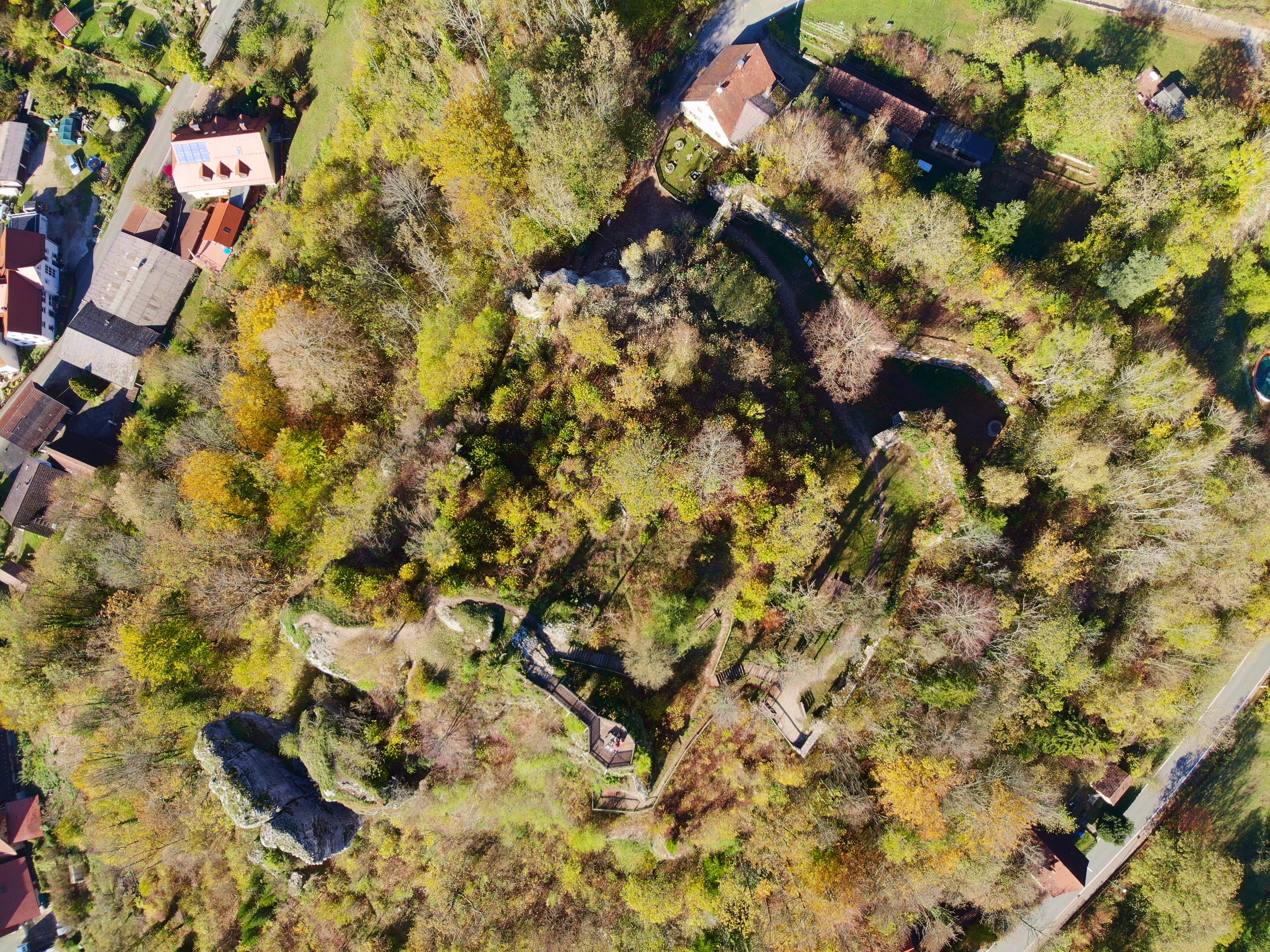
Streitburg Senkrechtluftbild (2019)

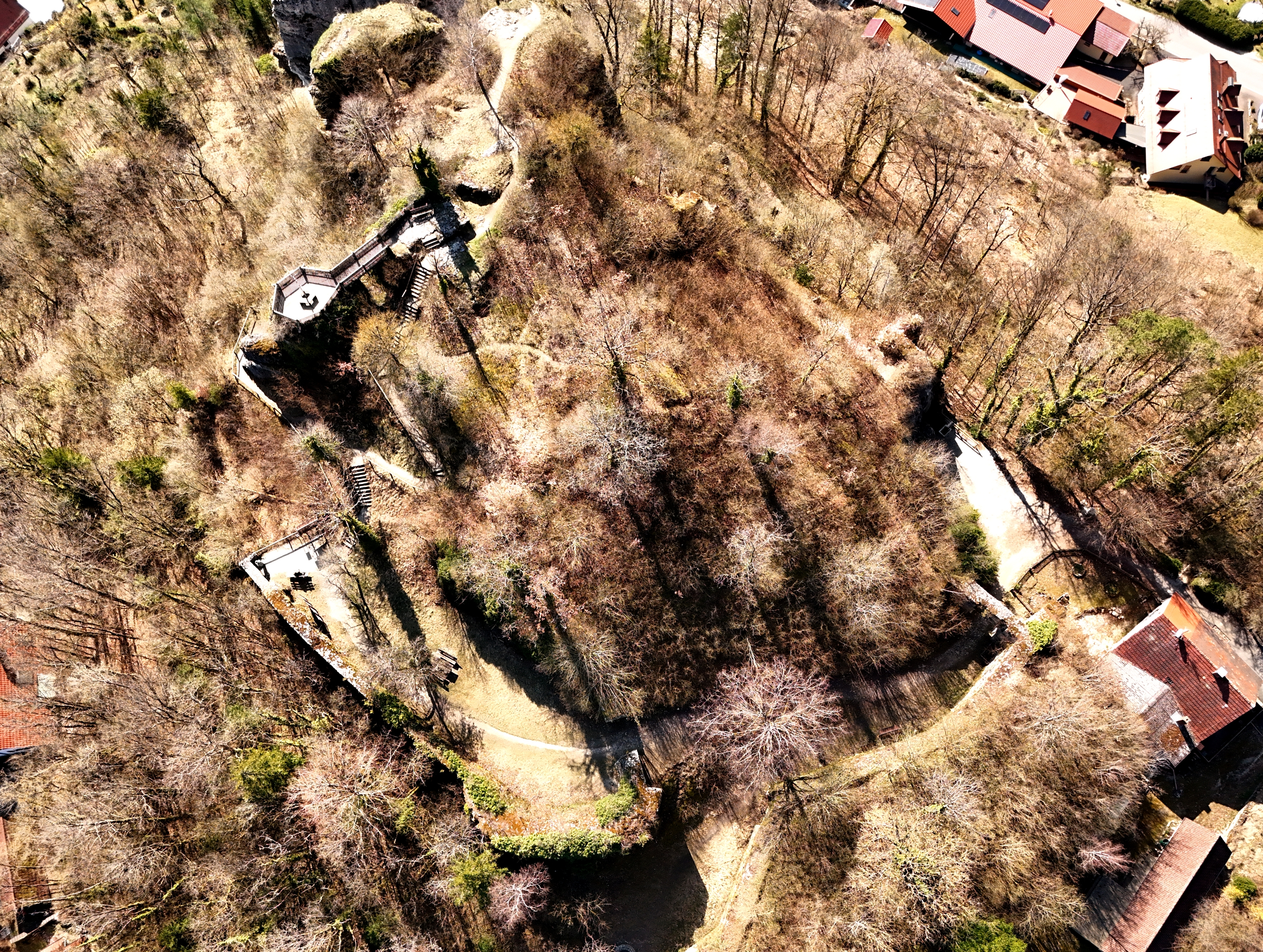
Senkrecht-Luftbild der Burgruine Streitburg (2025)

Die Hauptburg lag auf einem hohen, nach drei Seiten nahezu senkrecht ins Wiesenttal abfallenden Dolomitfelsmassiv. Der durch das ansteigende Gelände gefährdeten Nordseite war einst eine stark befestigte Vorburg vorgelagert, die heute vollständig überbaut ist.
Hinter dem breiten Halsgraben der Hauptburg hat sich teilweise der Torbau von 1563/65 mit einer Bastion und einem vorgeschobenen Geschützturm erhalten. Hinter dem Tor erkennt man noch Mauerreste der langen Stallungen und des Försterhäuschens.
Der Burgweg führt zu einem terrassenförmigen Absatz mit tief herabreichenden Futtermauern, auf dem im 16. Jahrhundert der große Hauptbau mit seinem Uhrturm errichtet wurde. Das Renaissancegebäude ist vollständig abgegangen. Der Standort des einstigen Treppenturmes ist noch an den Felsbearbeitungen zu erkennen. Der Treppenturm gewährte Zugang zum Gipfel einer hohen Felskuppe. Im Westen stand unter dieser Kuppe ein Gebäude, dessen Außenwand abgestürzt ist. Erhalten blieben zwei tonnengewölbte Keller, unter denen sich ein weiteres, vollständig aus dem Fels herausgearbeitetes Kellergeschoss mit Lochgefängnis befindet. Die Kellergewölbe sind im Sommer für Besucher zugänglich.

## Historische Abbildungen

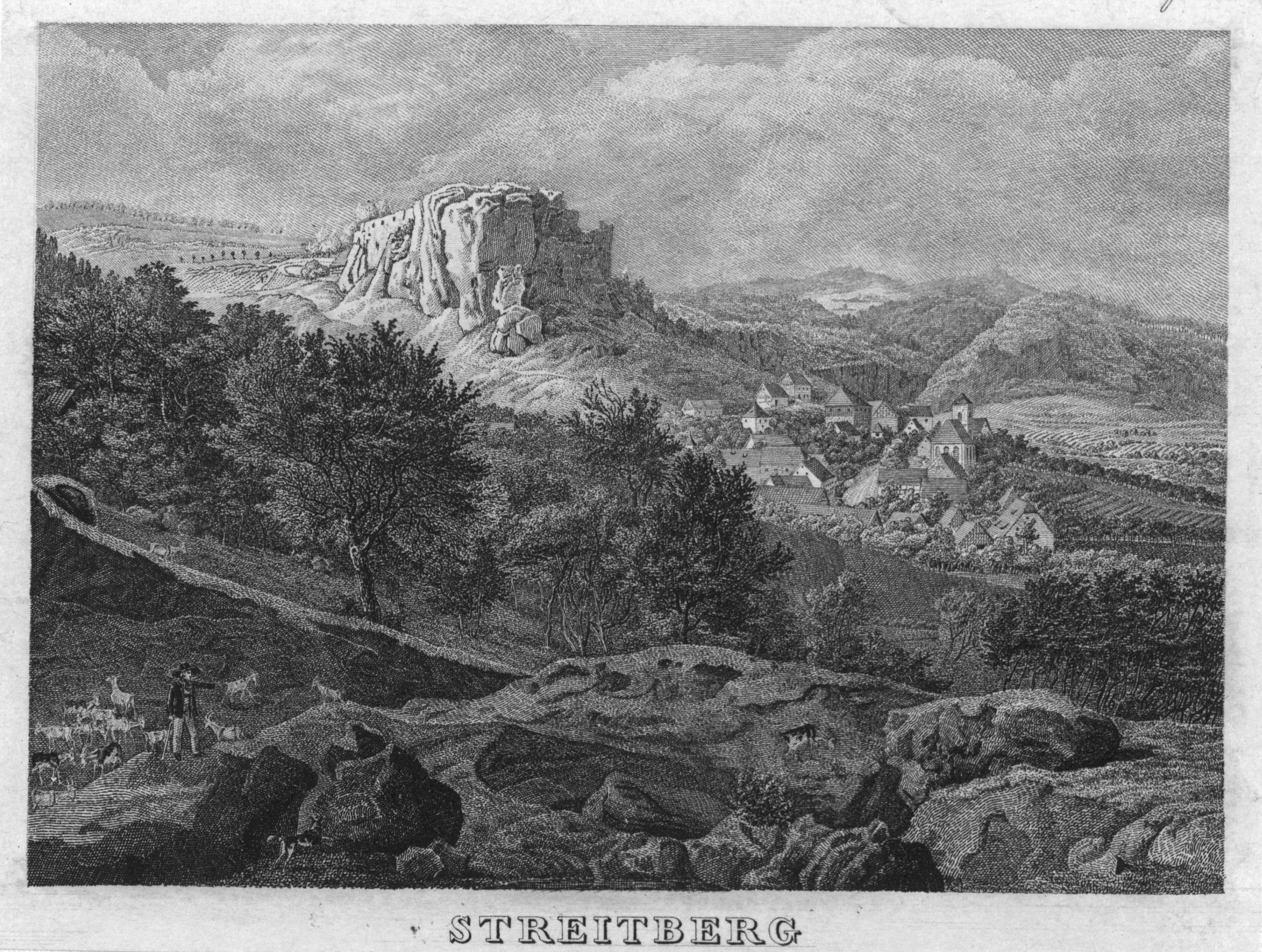
Streitberg mit der Burgruine Streitburg, Stahlstich (1834) von Conrad Wießner
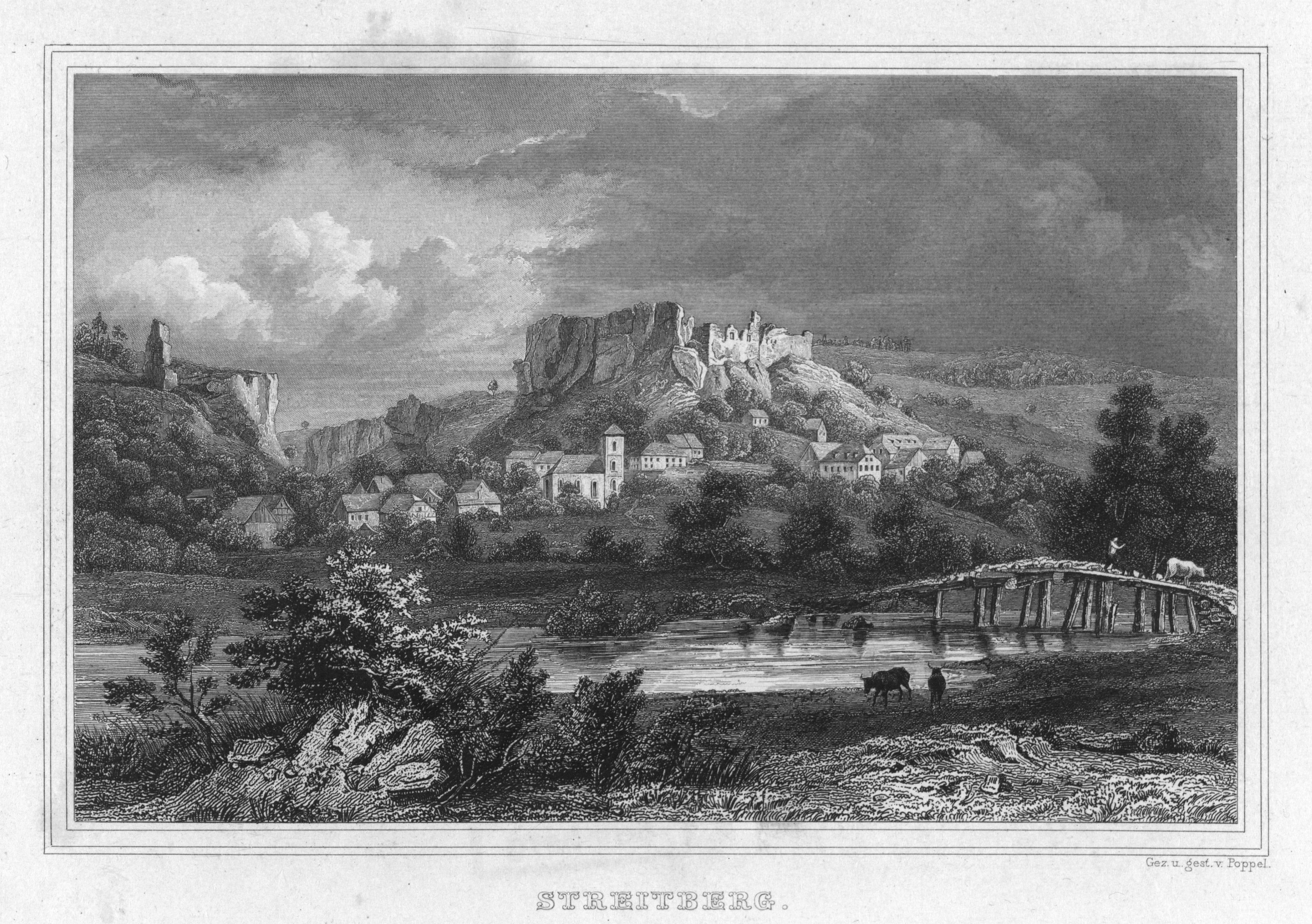
Streitberg mit der Burgruine Streitburg, Stahlstich (1840) von Johann Poppel
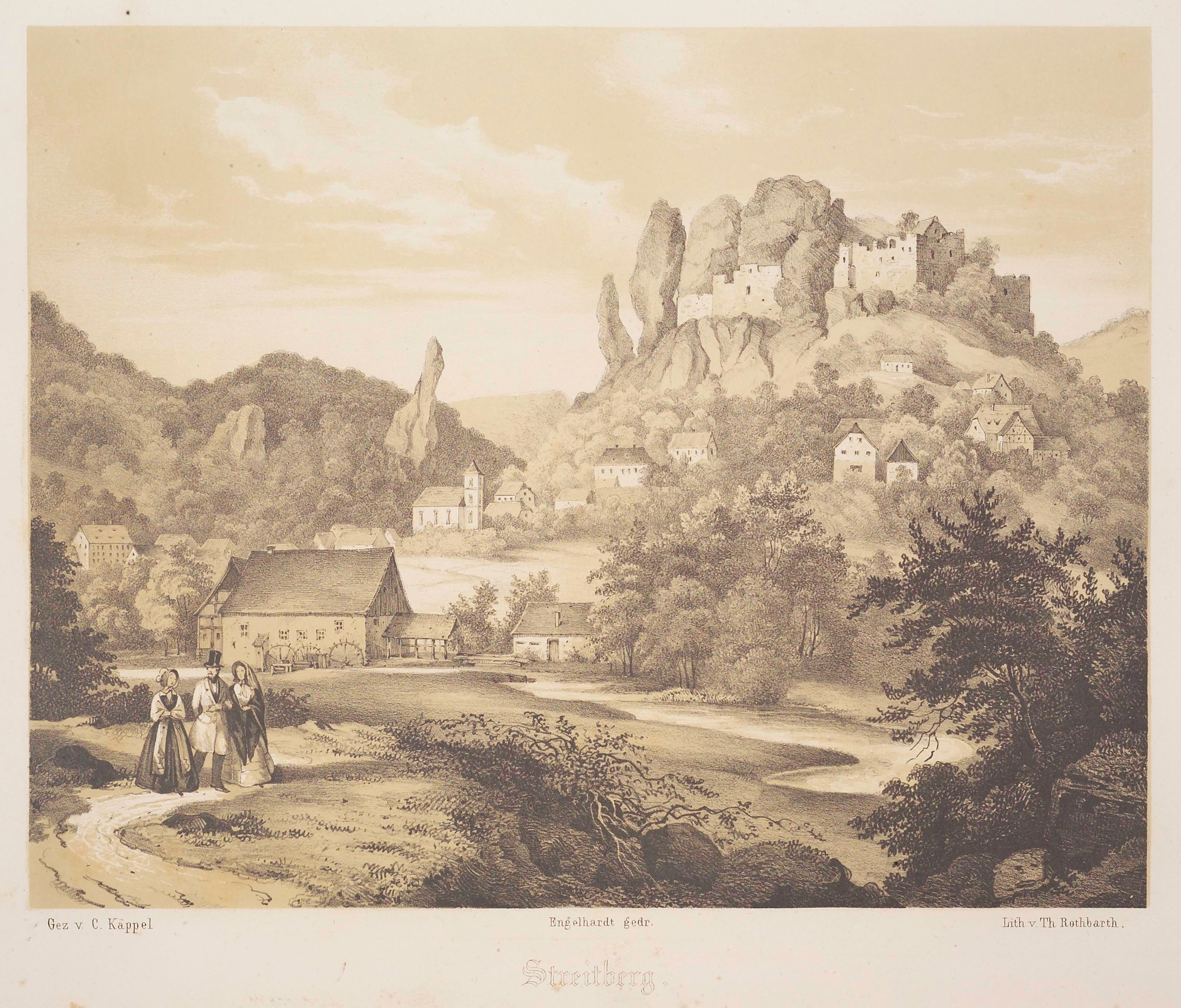
Streitberg mit der Burgruine Streitburg, Lithografie (um 1840) von Theodor Rothbarth nach einer Zeichnung von Carl Käppel
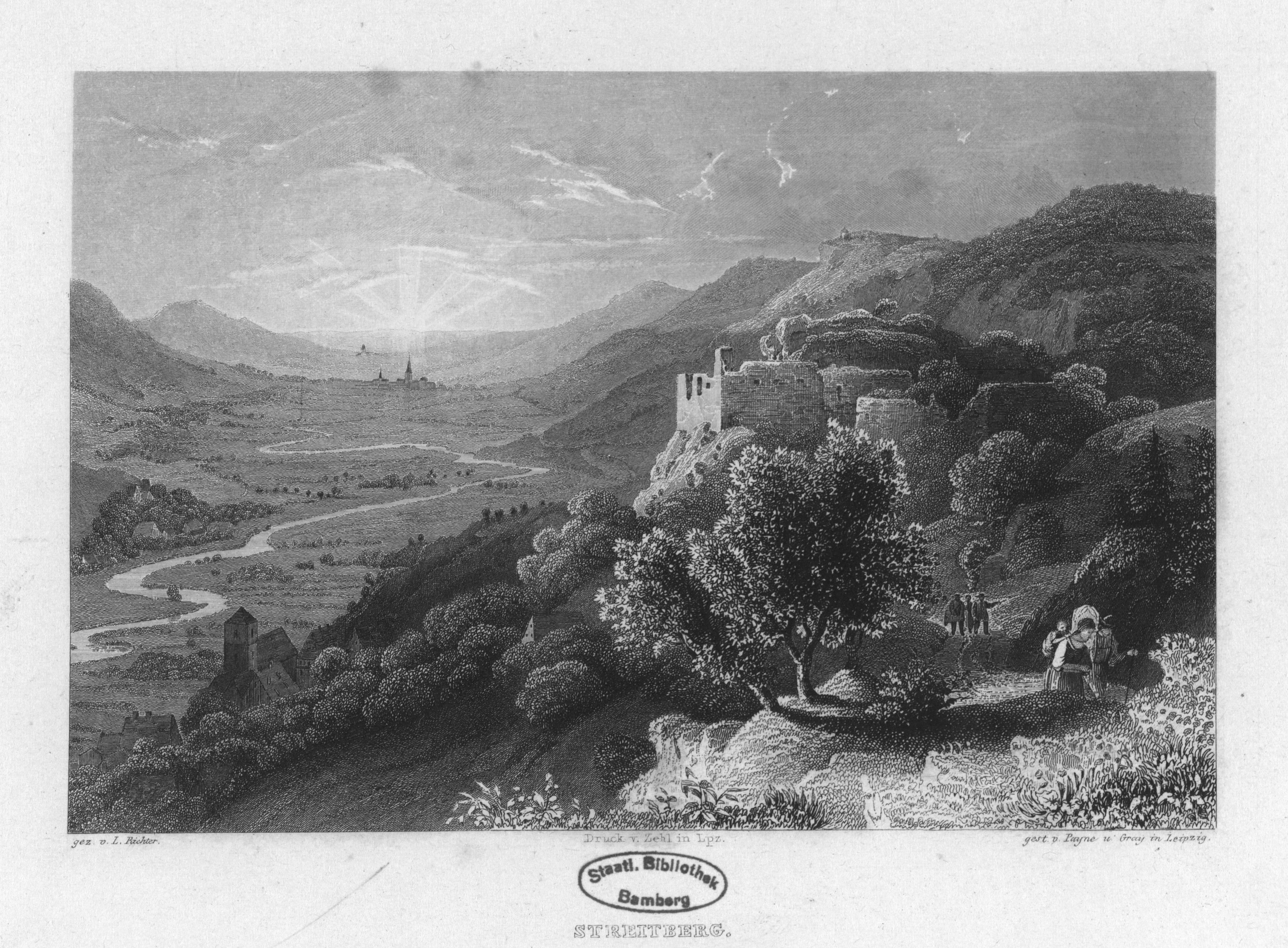
Burgruine Streitburg, Stahlstich (1840) von Payne und Gray nach einer Zeichnung von Ludwig Richter